# بانديرانت (سانتا كاتارينا)
بانديرانت بلدية في ولاية سانتا كاتارينا في المنطقة الجنوبية من البرازيل.   